# Brabanthallen
Il Brabanthallen è un centro congressi di 's-Hertogenbosch che ospita annualmente fiere, congressi e concerti. È il terzo centro congressi per dimensioni dei Paesi Bassi, preceduto dall'Amsterdam RAI di Amsterdam e dal Jaarbeurs di Utrecht.
Il Tour de France 1996 è partito dal Brabanthallen.
La Veemarkthal e il Voorbouw sono stati riconosciuti come monumento nazionale.